# Bellegarde-sur-Valserine

Bellegarde-sur-Valserine este o comună în departamentul Ain din estul Franței.